# Мамедов, Аскер Талиб оглы
Аскер Талиб оглы Мамедов (Əsgər Talıb oğlu Məmmədov) (1947, Киравуд, Азербайджанская ССР, СССР — 28 января 2023) — государственный деятель Азербайджана, заместитель премьер-министра (2 июня 1992 — 16 октября 1994), депутат Верховного Совета (1990—1995).

## Биография
Родился в 1947 году в селе Киравуд Лерикского района в семье служащих.
В 1986—1991 годах первый секретарь Касум-Исмаиловского (Геранбойского) райкома Компартии Азербайджана. В период его руководства 7 февраля 1991 года Касум-Исмайловский и Шаумяновский районы были объединены в Геранбойский район с центром в городе Касум-Исмайлов, который через 5 дней был переименован в Геранбой.
В августе—ноябре 1991 года председатель Геранбойского районного Совета, в 1991—1992 годах — глава исполнительной власти Астаринского района.
Депутат Верховного Совета Азербайджанской ССР и независимого Азербайджана (1990—1995).
Во время Первой Карабахской войны участвовал в организации обороны и в боевых действиях на линии фронта.
Со 2 июня 1992 по 16 октября 1994 года заместитель премьер-министра Азербайджана.
Отстранён от исполнения обязанностей в связи с нарастающим в республике хлебным кризисом.
После выхода в отставку вступил в Партию гражданской солидарности, некоторое время был председателем её политсовета.
Умер 28 января 2023 года после продолжительной болезни.